# Fontjoncouse
Fontjoncouse – miejscowość i gmina we Francji, w regionie Oksytania, w departamencie Aude.
Według danych na rok 1990 gminę zamieszkiwały 102 osoby, a gęstość zaludnienia wynosiła 4 osoby/km² (wśród 1545 gmin Langwedocji-Roussillon Fontjoncouse plasuje się na 800. miejscu pod względem liczby ludności, natomiast pod względem powierzchni na miejscu 268.).

## Zabytki
Zabytki w miejscowości posiadające status Monument historique:
- kościół Sainte-Léocadie (Église Sainte-Léocadie)